# Mario Arregui
Mario Alberto Arregui Vago (Trinidad, 15 de octubre de 1917 – Montevideo, 8 de febrero de 1985) fue un escritor uruguayo.

## Biografía
Hijo de Martín Arregui Escondeur y Carolina Vago, vivió su infancia y adolescencia en la ciudad de Trinidad, donde cursó sus estudios primarios y secundarios. Durante estos años frecuentó además el establecimiento agropecuario de su padre, donde se familiarizó con diversas tareas rurales a las que se dedicaría el resto de su vida. 
Se mudó a Montevideo en 1935 con la finalidad de estudiar Derecho pero abandonó la carrera poco después. En el marco de la dictadura de Gabriel Terra y la guerra civil española, Arregui adhirió al comunismo. Más tarde reconocería que «de a poco abandoné los estudios solicitado por la política y la literatura». Durante 1935 viajó a Rivera y Montevideo.
Frecuentó diversos cafés y entró en contacto con la corriente literaria que posteriormente sería denominada «generación del 45». En esta época conoció a Juan Carlos Onetti, Francisco Espínola, Carlos Maggi, Ángel Rama, María Inés Silva, Amanda Berenguer, Carlos Denis Molina y Líber Falco, con quien mantendría una intensa amistad.
En 1947 se casó con la poetisa Gladys Castelvecchi; con ella tuvo a sus cuatro hijos: Martín, Alejando, Vanina y Román.
En 1956 publicó su primer libro, Noche de San Juan y otros cuentos, bajo la editorial de la revista «Número». Por esa época colaboró frecuentemente con el semanario Marcha, dirigido por Carlos Quijano, a quien Arregui profesaba un enorme respeto. En 1964 recopiló sus cuentos en un libro que tomó como título el de uno de sus primeros escritos: La sed y el agua. Arregui lo consideró como «lo primero no del todo despreciable que logré escribir allá en los comienzos de mi intermitente labor de cuentista». 
Entre 1959 y 1971 militó activamente en política, producto de su simpatía hacia la Revolución Cubana. Viajó a Cuba invitado para actuar como jurado de la categoría «cuentos» en la Casa de las Américas, que en ese mismo año publicó una antología suya.
En 1971 viajó a Europa y, en 1977, fue encarcelado en el marco de la dictadura cívico-militar uruguaya, padeciendo torturas de diversa índole durante ocho meses de confinamiento.
Luego de varios años sin editar una obra, en 1979 publicó La escoba de la bruja y, poco antes de su fallecimiento, preparó un volumen de cuentos y artículos, que fue publicado póstumamente bajo el título de Ramos generales.
A partir de 1981, desarrollo una profunda amistad con el escritor riograndense Sergio Faraco, quien tradujo algunos de sus cuentos al portugués. Existe un volumen de la correspondencia entre ambos escritores.

## Crítica
Los cuentos más destacados de Mario Arregui poseen una impronta «rural», si bien con frecuencia el protagonismo escénico lo toman el pueblo, la ciudad, y hasta lugares ficticios, creaciones particularmente arreguianas. En palabras de José Ramón Mediza, «si [Arregui] eligió el campo como ámbito de sus cuentos, lo hizo porque su experiencia le permitía ver sus secretos y sus misterios y trasmitir acabadamente el sentir y el hacer de su gente». De lo anterior se deriva especialmente su interés por la psicología solitaria del hombre de campo.
El criollismo en Arregui es discutido. El autor rehúye la descripción costumbrista a favor de una prosa austera, lo cual se advierte en cuentos como Noche de San Juan, El gato y Diego Alonso. El «abotagado realismo agrario», expresión de Martínez Moreno, puede haber sido matizado en la obra de Arregui debido a la enorme variedad de estilos y autores que el autor ha tomado como influencia. Pueden señalarse sobre todo, en este marco ecléctico, los recursos estilísticos derivados de fuentes anglosajonas, particularmente los tomados de Ernest Hemingway.  
El escritor y crítico literario Ángel Rama sintetizó la obra de Arregui como «arte transparente, limpio y grave» agregando que, en ella, «la literatura tiene algo de cauto misterio». Oscar Brando, por su parte, advirtió en Arregui «un acercamiento a las zonas primitivas, algo así como un regreso a los estados interiores más desnudos del ser humano». La profesora Margarita Romero agregó, en este sentido, que «en este mágico encuentro, Arregui, permitirá que nos asomemos a la particular manera que tuvo de combinar las palabras para crear sus universos participativos». 
Mario Arregui, más parco en su autovaloración, definió su obra, sencillamente, como «literatura a secas».

## Obras
- Noche de San Juan (Número, Montevideo, 1956).
- Hombres y caballos (Alfa, Montevideo, 1960).
- La sed y el agua (Alfa, Montevideo, 1964).
- La puerta abierta (1966).
- Tres libros de cuentos (Arca, Montevideo, 1969), recopilación de sus tres primeros libros con un estudio crítico de Ángel Rama. Fue reeditado por Irrupciones (Montevideo, 2010) con prólogo de Elvio Gandolfo.
- Cuentos (Col. La Honda, Casa de las Américas, La Habana, Cuba, 1971), selección de cuentos.
- El narrador (Biblioteca de Marcha, Montevideo, 1972), antología con algunos cuentos inéditos.
- Veinte cuentos (Editorial Arte y Literatura, La Habana, Cuba, 1978). Selección y prólogo de Virgilio López Lemus.
- La escoba de la bruja, (Ácali Editorial, Montevideo, 1979).
- Líber Falco (Arca, Montevideo, 1980), emotivo esbozo biográfico del poeta.
- Ramos Generales (Arca, Montevideo, 1985).
- Correspondencia, 1981-1985 (1990).
- Los mejores cuentos, (Ediciones de la Banda Oriental, 1996).
- Un cuento con un pozo y otros escritos (Biblioteca Artigas, Colección de Clásicos Uruguayos, Vol. 182, Montevideo, 2009), antología.
- Diálogos sem fronteira. Mario Arregui y Sergio Faraco: Correspondencia. Porto Alegre: L&PM, 2009 (en portugués).